# Constituição da Guiné-Bissau

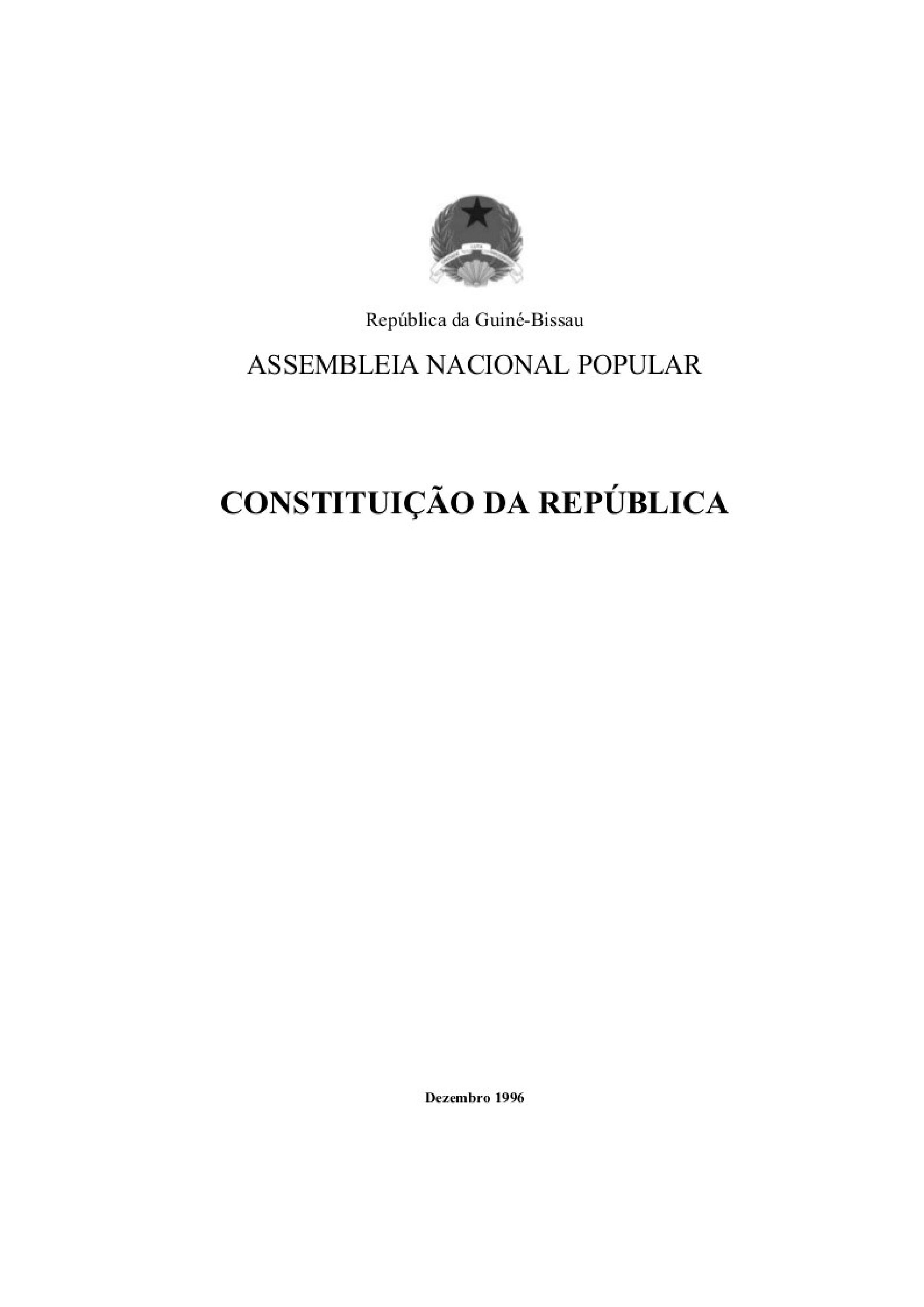
Constituição da Guiné-Bissau

A Constituição da Guiné-Bissau é a lei fundamental da Guiné-Bissau. Foi aprovada em 1984, na sequência do Movimento Reajustador de 1980, liderado por Nino Vieira, que eliminou o princípio da Unidade Guiné-Cabo Verde. Originariamente, a Constituição consagrava um regime monopartidário, de inspiração marxista, controlado pelo PAIGC. As revisões constitucionais de 1991 e 1993 introduziram o multipartidarismo e as liberdades fundamentais.
O sistema de governo, inspirado no português, é semipresidencialista. O Presidente da República é o Chefe de Estado. O Governo, liderado pelo Primeiro-Ministro, dirige a política do país, sendo nomeado tendo em conta os resultados das eleições legislativas. O Presidente da República preside ao Conselho de Ministros quando entender. O Parlamento, designado Assembleia Nacional Popular, é unicameral e tem competência para aprovar moções de censura, que determinam a demissão do Governo. O Presidente da República também pode demitir o Governo em caso de grave crise política que ponha em causa o normal funcionamento das instituições. A Assembleia Nacional Popular pode ser dissolvida pelo Presidente da República em caso de grave crise política. 
A Constituição reconhece os direitos fundamentais típicos do Estado de Direito. Não existe Tribunal Constitucional. A fiscalização da constitucionalidade compete ao Supremo Tribunal de Justiça.

## História
Com a Declaração Unilateral da Independência da Guiné-Bissau a 24 de setembro de 1973, entrou em vigor a primeira Constituição, no quadro da luta de libertação. A Constituição de 1973 consagrava o princípio da unidade Guiné-Cabo Verde. A organização do poder político era monopartidária, de inspiração marxista. O poder era concentrado na Assembleia Nacional Popular. Quando esta não funcionasse, os seus poderes eram exercidos pelo Conselho de Estado. As eleições para a Assembleia Nacional Popular eram indiretas, sendo os deputados eleitos pelos Conselhos Regionais.
Depois de Portugal ter reconhecido a independência da Guiné-Bissau em Setembro de 1974 e de Cabo Verde se ter tornado independente em 1975, o PAIGC decidiu elaborar novas Constituições para os dois países, que governava em sistema de partido único. As novas Constituições foram aprovadas em 1980. Mantinham o regime monopartidário e o princípio da unidade Guiné-Cabo Verde. A organização do poder político não sofreu alterações significativas, permanecendo o modelo de inspiração marxista. Existiam, porém, algumas diferenças entre as Constituições dos dois países: a Constituição de Cabo Verde eliminava a pena de morte, o mesmo não acontecendo na Guiné-Bissau. O Chefe de Estado da Guiné-Bissau, denominado Presidente do Conselho de Estado, era também Chefe do Governo. O mesmo não acontecia na nova Constituição de Cabo Verde, em que o Primeiro-Ministro era o Chefe do Governo. Na altura, Nino Vieira era Comissário Principal da Guiné-Bissau, cargo equivalente ao de Primeiro Ministro, sendo Presidente do Conselho de Estado, Luís Cabral.
O golpe de Estado liderado por Nino Vieira a 14 de Novembro de 1980, denominado Movimento Reajustador, impediu que a nova Constituição entrasse em vigor na Guiné-Bissau. A partir do Movimento Reajustador, o país passou a ser governado pelo Conselho da Revolução. Viveu-se um período de instabilidade política e económica. Em 1982 é criado o cargo de Primeiro-Ministro, ocupado por Victor Saúde Maria. Acusado de conspiração, viria a ser afastado em 1984, sendo o cargo extinto.
Era necessário clarificar a situação constitucional, o que só veio a acontecer com a aprovação da Constituição de 1984. Esta baseava-se na Constituição de 1980, cuja entrada em vigor havia sido impedida pela ocorrência do Movimento Reajustador. Era mantido o modelo político monopartidário, de inspiração marxista. A principal diferença era o facto de a nova Constituição eliminar o princípio da unidade Guiné-Cabo Verde.
A nova Constituição não impediu que continuasse a instabilidade. Acusado de preparar um golpe de Estado, o Vice-Presidente do Conselho de Estado, Paulo Correia, foi executado em 1986. Na vertente económica, o país celebrou acordos financeiros e programas de ajustamento estrutural com o Fundo Monetário Internacional e o Banco Mundial, que procuravam disciplinar as finanças públicas.
Como aconteceu em muitos outros países africanos, Nino Vieira aceitou a transição para o multipartidarismo na sequência da queda do muro de Berlim em 1989. Em vez de ser convocada uma assembleia que elaborasse uma nova Constituição, o PAIGC optou por fazer três revisões à Constituição de 1984, duas delas em 1991: a primeira introduziu o multipartidarismo e a segunda criou o cargo de Primeiro-Ministro. Em 1992 foi criada a Comissão Multipartidária de Transição, fórum de diálogo com a oposição. Em  1993 foi feita a terceira revisão constitucional, a mais profunda, que organizou o poder político segundo um modelo democrático, com separação de poderes, e reconheceu as liberdades fundamentais. Foi adotado o semipresidencialismo e transferida a competência da fiscalização da constitucionalidade das leis da Assembleia Nacional Popular para o Supremo Tribunal de Justiça. A pena de morte foi abolida.  A Constituição foi novamente revista em 1995, tendo em vista a criação de autarquias locais,  e em 1996, para permitir a adesão à zona monetária do franco CFA.
A Constituição foi suspensa durante o conflito político-militar de 1998/1999 e após o golpe de Estado que derrubou o Presidente da República, Kumba Yalá, em 2003. Em ambos os casos, a Constituição voltou a vigorar plenamente após a realização de eleições legislativas e presidenciais.

## Estrutura
Composta por 133 artigos, a Constituição da Guiné-Bissau é a mais concisa Constituição lusófona. Ao texto introdutório, denominado preâmbulo, segue-se o articulado, dividido em 5 títulos. Os títulos III e IV subdividem-se em capítulos.

Título I – Princípios fundamentais – da natureza e fundamentos do Estado
Título II – Dos direitos, liberdades, garantias e deveres fundamentais
Título III – Organização do poder político
               Capítulo I – Dos princípios gerais
               Capítulo II – Do Presidente da República
               Capítulo III – Do Conselho de Estado
               Capítulo IV – Da Assembleia Nacional Popular
               Capítulo V – Do Governo
               Capítulo VI – Do poder local
               Capítulo VII – Do poder judicial
Título IV – Garantia e revisão da Constituição
               Capítulo I – Da fiscalização da constitucionalidade das leis
               Capítulo II – Da revisão constitucional
Título V – Disposições finais e transitórias